# RAB6B
RAB6B‏ (RAB6B, member RAS oncogene family) هوَ بروتين يُشَفر بواسطة جين RAB6B في الإنسان.